# Temisó de Laodicea
Temisó (en llatí Themison, en grec antic Θεμίσων, vers 123 aC-43 aC) era un metge grec nadiu de Laodicea de Síria. Va ser deixeble d'Asclepíades de Bitínia i va viure principalment al segle I aC.
Va fundar l'antiga escola de medicina anomenada secta dels metòdics i era un dels més eminents metges dels seu temps. De la seva vida no se sap res. Es pensa que va viatjar molt i devia visitar Roma, ja que a la seva obra s'esmenten Creta i Milà com a llocs que sembla que havia vist directament. Va fundar l'escola a una edat avançada i va contradir en diversos punts al seu tutor Asclepíades.
Va escriure diverses obres, però no se sap en quin idioma, de les quals només es conserven algun títols i alguns fragments conservats per Celi Aurelià:
- 1. Libri Periodici
- 2. Epistolae, en almenys nou llibres.
- 3. Celeres Passiones, en tres llibres.
- 4. Tardae Passiones, en almenys dos llibres.
- 5. Liber Salutaris
- 6. De Plantagine

Fabricius li atribueix també De Elephantiasi, però això és dubtós. Celi Aurelià diu que va ser el primer metge que va utilitzar sangoneres. També el menciona Sorà d'Efes el Jove.
Es sospita que va patir personalment d'hidrofòbia però es va recuperar. Eudem i Pròcul haurien estat deixebles (sectatores) seus, o almenys haurien seguit les seves doctrines metòdiques.